# 切萨莱·罗米蒂
切薩萊·羅米蒂（義大利語：Cesare Romiti，1923年6月24日—2020年8月18日），意大利商人。菲亞特汽車原總裁。

## 生平
1923年6月24日生於義大利王國罗马。他的父親是一名郵局員工。1945年畢業於經濟學和商務學專業。
1947年在邦布里尼·帕羅迪·德爾菲諾軍化工公司參加工作。1968年與斯尼亞公司合併後，擔任財務總監。1970年12月，成為意大利航空公司董事，獲任總經理兼首席执行官。1973年9月，轉任伊特斯塔特公司執行長。
1974年进入菲亚特汽车集团工作，曾任都灵分公司首席执行官，1976年任集团执行董事。他还是公司的主要股东之一。1996年2月28日至1998年6月22日担任总裁。在他的带领下，菲亚特开始逐步恢复盈利状态。1997年4月，他因伪造公司帐户、进行税务欺诈和向政党非法收受政治献金而遭到起诉。2000年10月，意大利最高法院判处其11个月零10天的有期徒刑。
1998年6月2日至2004年7月15日，担任RCS Quotidiani股份公司董事长。2005年5月至2007年，担任Impregilo建筑公司董事长。
2003年11月在米兰创立意中基金会，致力于在中国推广意大利形象，扩展两国贸易，自2004年起一直担任该协会主席。2006年，领导意中基金会和意大利驻华大使馆联手发起“意大利中国年”活动。2006年10月，获中国人民对外友好协会授予的“中国人民友好使者”称号。2008年，受聘为东华大学顾问教授。
2020年8月18日逝世。